# James Moore (pentathlon moderne)
Pour les articles homonymes, voir Moore et James Moore.
James Moore (né le 20 février 1935 à Érié en Pennsylvanie) est un pentathlète moderne américain. Il participe aux Jeux olympiques d'été de 1964 et aux Jeux olympiques d'été de 1968. En 1964, il remporte la médaille d'argent dans la compétition par équipes.

## Palmarès

### Jeux olympiques
- Jeux olympiques de 1964 à Tokyo,  Japon
  -  Médaille d'argent.